# برغونية

خريطة منطقة برغونية.

بُرْغُونِيَة أو بُرغونيا أو بَرجُونِية أو بُرْغُونَةُ أو برغندية أو بُرغندي (بالفرنسية: Bourgogne) هي منطقة فرنسية تاريخية ومحافظة في وسط شرق فرنسا، تتألف من أربعة أقسام: كوت دور، سون ولوار، يون ونِيَفر.

## التسمية
تأتي التسمية من البرغونيون، وهم قبيلة جرمانية قديمة استقرت في المنطقة خلال العصور الوسطى المبكرة. وتعتبر منطقة برغونية أكبر من دوقية برغونية القديمة وأصغر من المنطقة التي كان يحكمها دوقات برغونية، من هولندا الحديثة إلى حدود أَفِرُن.

## معلومات جغرافية
تتكون برغونية من الأقاليم القديمة التالية:
- برغونية: كوت دور وسون ولوار والنصف الجنوبي من يون. وهذا يتوافق مع دوقية برغونية القديمة (التي سميت فيما بعد إقليم برغونية). ومع ذلك، لا توجد مقاطعة برغونية القديمة (التي سميت فيما بعد مقاطعة إفرنش كمته) داخل منطقة برغونية ولكنها تشكل منطقة إفرنش كمته. وكذلك يوجد في الوقت الحالي جزء صغير من دوقية برغونية (منطقة برغونية) داخل منطقة شاماان - أردان.
- نيفرنيه: حاليًا تشكل إقليم نيفر
- النصف الشمالي من إقليم يون لم يكن جزءًا من برغونية (على الأقل ليس منذ القرن 11) وكان الحد بينتشامبين وإيل دو فرانس وأورلينز، اعتمادًا على تاريخ كل هذه الأقاليم في أوقات مختلفة.

### البلديات الرئيسية
- أوتون
- أوكسار
- بوون
- شالون سور ساون
- ديجون
- لو كروسو
- مشكون أو ماكون
- مونسو-ليه-مين
- نيفير
- بريمري
- سانس

## المناخ
مناخ هذه المنطقة محيطي بصفة خاصة (مناخ معتدل ممطر طوال العام / دافئ صيفا في تصنيف كوبن للمناخ)، مع تأثير قاري (يسمى أحيانًا «مناخ نصف قاري»).

## التاريخ

نشأة برغونية-تكونت المنطقة بشكل عام خلال معظم تاريخها في المنطقة الموضحة باسم بورغون وبروفانس المجاورة لـ "لومباردي" في شمال إيطاليا ناحية الغرب. ومع ذلك، تضمنت ممتلكات برغونية، في الوقت الذي توفي فيه جميع سلالة الذكور، أراض كثيرة في منطقة الفرنجة موضحة باسم نيوستريا— بعد ذلك حكمها فيليب الثاني ملك إسبانيا، وأصبحت المنطقة معروفة باسم هولندا الإسبانية، مما أدى إلى اندلاع الثورة الهولندية خلال الإصلاح البروتستانتي.

كان يسكن برغونية تباعًا الـكلت والرومان (الغال-رومان وفي القرن الرابع، منحها الحلفاء الرومانيين إلى البرغنديون وربما نشأ الجرمانيون في بورنهولم (بحر البلطيق)، الذين استقروا هناك وأنشأوا مملكتهم الخاصة. ومع ذلك، يحدد أجاثايس (Agathias) البرغونيةين (Βουρουγουνδοι) والألتيزرس باسم شعوب البلغار في قبائل الهون، أقارب قبائل الكوتريجورس وأوتيجورس التركية.
وقد تم احتلال هذه المملكة البرغونيةة في القرن السادس من قبل قبيلة جرمانية أخرى، وهي الفرنجة الذين احتفظوا بمملكة برغونية تحت حكمهم.
وفي وقت لاحق، تم تقسيم المنطقة بين دوقية برغونية (الجزء الغربي) ومقاطعة برغونية (الجزء الشرقي). وتعتبر دوقية برغونية هي الأكثر شهرة في الاثنين، التي أصبحت في وقت لاحق الإقليم الفرنسي برغونية، في حين أصبحت مقاطعة برغونية مقاطعة إفرنش كمته، والتي تعني حرفيًا المقاطعة الحرة.
وكان البرغنديون أحد الشعوب الجرمانية أو الشعوب الترك و-جرمانية المتحالفة الذين ملأوا فراغ السلطة التي تركها انهيار النصف الغربي من الإمبراطورية الرومانية. وفي عام 411 ميلاديًا، عبروا نهر الراين وأسسوا مملكة في فورمس. ووسط اشتباكات متكررة بين الرومان والهون، احتلت المملكة البرغونيةة في النهاية ما يعرف اليوم بالمناطق الحدودية بين سويسرا وفرنسا وإيطاليا. وفي عام 534، هزم الفرنجة جودومار (Godomar)، آخر الملوك البرغنديين وأخذوا الأرض في إمبراطوريتهم المتزايدة.
الوجود البرغونية الحديث له جذور في تفكك إمبراطورية الفرنجة. وفي ثمانينيات القرن التاسع، كان هناك أربع ممالك برغونيةة:
1. مملكة برغونية العليا حول بحيرة ليمان،
2. مملكة برغونية السفلى في بربنصة،
3. دوقية برغونية غرب نهر السون،
4. مقاطعة برغونية شرق نهر سون.

وقد تم توحيد المملكتين برغونية العليا والسفلى عام 937 واستيعابهم في الإمبراطورية الرومانية المقدسة بقيادة كونراد الثاني (Conrad II) في عام 1032، تحت اسم مملكة آرل.
وقد استولت المملكة الفرنسية على دوقية برغونية عام 1004. وظلت مقاطعة برغونية مرتبطة بحرية تامة بـالإمبراطورية الرومانية المقدسة (مستقلة في فترات متقطعة، لهذا السبب حملت اسم «إفرنش كمته»)، وأخيرًا تم دمجها في فرنسا عام 1678، بموجب معاهدات نيميغن.
خلال العصور الوسطى، كانت مقاطعة برغونية مركزًا لبعض من أهم الكنائس الغربية والأديرة، من بينها كلوني وسيتو وفيزليه.

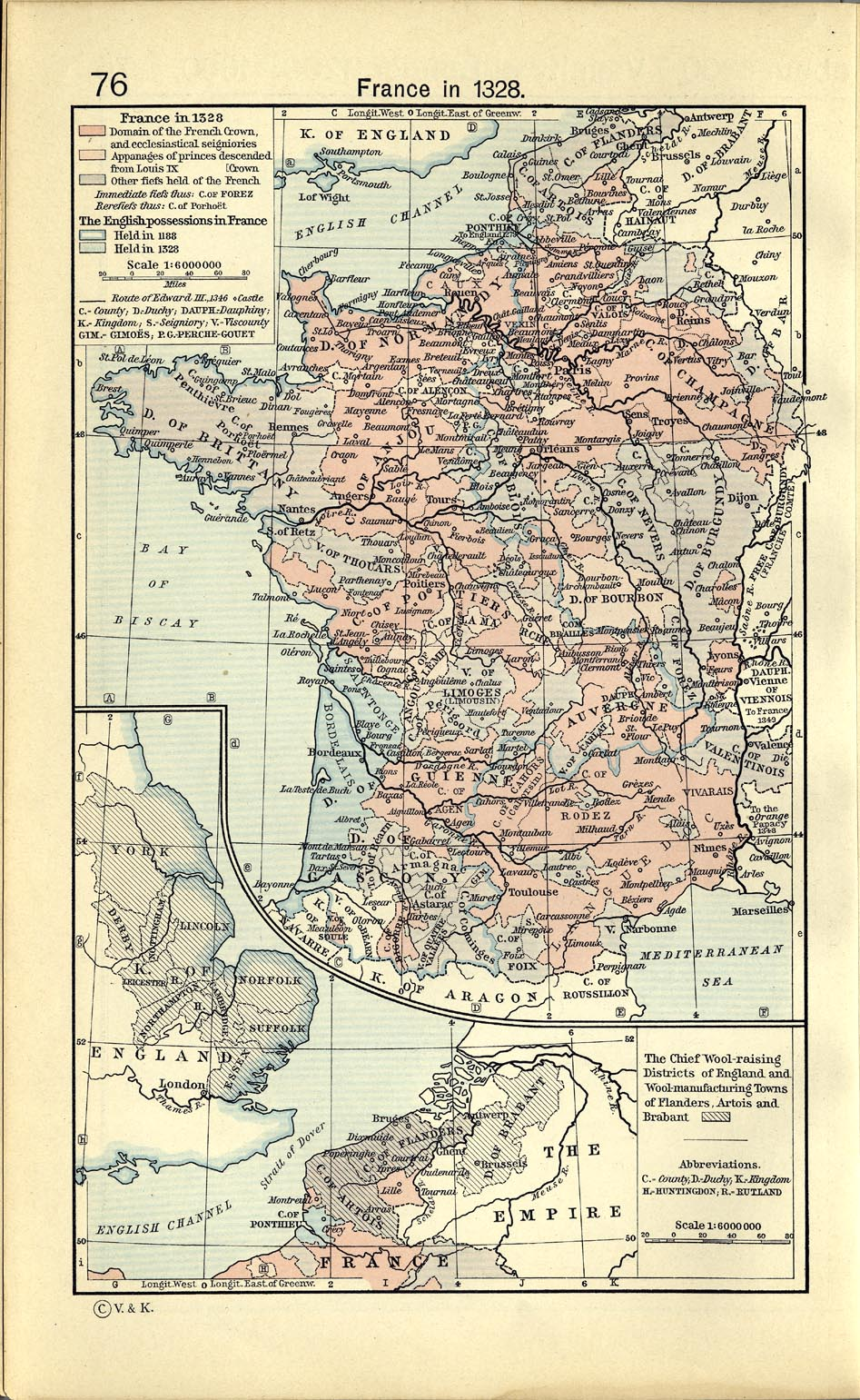
مقاطعة برغونية داخل فرنسا في القرن الرابع عشر، رسم الخريطة وليام آر شيبرد (William R. Shepherd).

أراضي دوقية برغونية عام 1477 محددة باللون الأصفر.

وخلال حرب المئة عام، أعطى الملك جون الثاني ملك فرنسا (John II of France) الدوقية لابنه الأصغر، فيليب الجريء (Philip the Bold) بدلاً من تركها لخليفته على العرش الفرنسي. وسرعان ما أصبحت الدوقية المنافس الرئيسي للمملكة، لأن دوقات برغونية نجحوا في تجميع إمبراطورية تمتد من سويسرا إلى بحر الشمال، وجزء كبير منها عن طريق الزواج. وتتألف أقاليم برغونية من عدد من الإقطاعيات على جانبي الحدود (التي أصبحت فيما بعد إقطاعيات رمزية إلى حد كبير) بين مملكة فرنسا والإمبراطورية الرومانية المقدسة. وكان مركزها الاقتصادي في البلدان المنخفضة، وخاصة فلاندر وبرابنت. وقد تفوقت المحكمة في ديجون على المحكمة الفرنسية اقتصاديًا وثقافيًا على حد سواء. وفي بلجيكا وجنوب هولندا، ما زال «نمط الحياة البرغندي» يعني «التمتع بالحياة والطعام الجيد والمسرحيات النابضة بالحياة».
في عام 1477، في معركة نانسي خلال الحروب البرغندية، قُتل الدوق الأخير شارل الجريء (Charles the Bold) في المعركة، واستولت فرنسا على الدوقية نفسها. وفي أواخر القرن الخامس عشر وأوائل القرن السادس عشر، وفرت الأراضي البرغندية الأخرى الدعم السياسي لصعود آل هابسبورغ للحكم، بعد زواج ماكسيمليان إمبراطور النمسا (Maximilian of Austria) من الابنة الناجية من الأسرة الدوقية ماري (Mary). وبعد وفاتها، نقل زوجها محكمته أولاً إلى ميكلين ولاحقًا إلى القصر في كودينبرج، بروكسل، ومن هناك حكم بقايا الإمبراطورية والبلدان المنخفضة (هولندا البرغندية) وإفرنش كمته، ثم ظلت هذه الأراضي إقطاعة إمبراطورية. وتم التخلي عن الأراضي الأخيرة إلى فرنسا في معاهدات نيميغن لعام 1678.
ومع قيام الثورة الفرنسية في نهاية القرن الثامن عشر، اختفت الوحدات الإدارية الخاصة بالمناطق، ولكن تمت إعادة إنشائها ثانية خلال الجمهورية الخامسة في عام 1970. وتشمل المنطقة الإدارية في العصر الحديث معظم أجزاء الدوقية السابقة.

## الحضارة

### النبيذ
كروم العنب

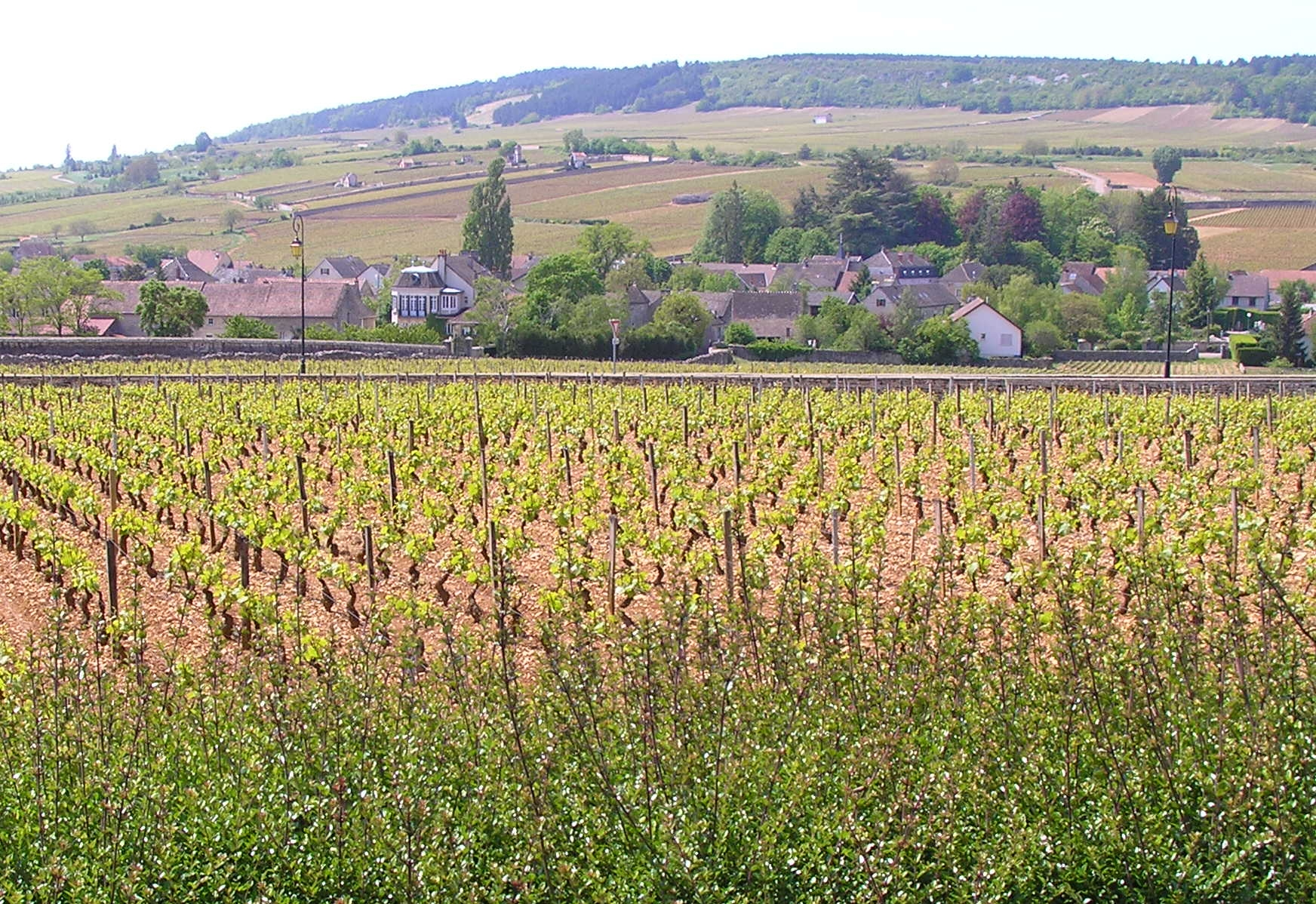
شاردونيه في جنوب كوت دي بوون التي تحيط ببلدة مورسول.

تعد برغونية واحدة من المناطق الرئيسية المنتجة للنبيذ في فرنسا. ومن المعلوم أن كلاً من النبيذ الأحمر والأبيض أغلبه مصنوع من عنب بينوت نوير وشاردونيه على التوالي، على الرغم من أنه يمكن إيجاد أنواع أخرى من العنب، بما فيها جاماي وأليجوتيه وبينوت بلان وسوفينيو بلان. وتنقسم المنطقة إلى كوت دور، حيث يتم العثور على أغلى وأقيم الخمور الفرنسية، وبوجوليه وشابلي وكوت شالونيز وماكون.
وقد أدت سمعة وجودة أفضل أنواع النبيذ، مع حقيقة أنه يتم إنتاجها غالبًا بكميات صغيرة، إلى ارتفاع الطلب عليه وارتفاع أسعاره، مع تصنيف بعض الخمور الفرنسية من بين أغلى أنواع النبيذ في العالم.

### الطبخ
تشمل الأطباق البرغندية الشهيرة الديك مع النبيذ ولحوم البقر بورغينيون وجبن إيبواس من بورغون.

## كتابات أخرى
- Burgundy, What a Story! by Bernard Lecomte and Jean-Louis Thouart (Ed. de Bourogne, 2004) ISBN 978-2-902650-02-6

## وصلات خارجية
- (بالفرنسية) Regional Council website نسخة محفوظة 13 يناير 2016 على موقع واي باك مشين.
- (بالإنجليزية) Short guide to Burgundy with main tourist attractions

- (بالإنجليزية) Burgundy على مشروع الدليل المفتوح
- Burgundy in the 1913 Catholic Encyclopedia at BibleWiki
- Burgundy in the 1913 Catholic Encyclopedia at NewAdvent.org
- (بالإنجليزية) (بالفرنسية) Burgundy Tourism
- Départements, arrondissements & cantons of Burgundy (المعهد الوطني للإحصاء والدراسات الاقتصادية site)
- (بالفرنسية) Netbourgogne, site sur la Bourgogne

‌